# Pierławki (Płoskinia)
Pierławki (deutsch Parlack) ist ein Ort in der polnischen Woiwodschaft Ermland-Masuren. Er gehört zur Landgemeinde Płoskinia (Plaßwich) im Powiat Braniewski (Kreis Braunsberg).

## Geographische Lage
Pierławki liegt im Nordwesten der Woiwodschaft Ermland-Masuren, 14 Kilometer südlich der Kreisstadt Braniewo (Braunsberg).

## Geschichte
Das kleine Dorf Parlak (nach 1820 Paarlack, nach 1871 Parlack geschrieben) wurde 1874 als eine Landgemeinde in den neu errichteten Amtsbezirk Tromp (polnisch Trąby) im ostpreußischen Kreis Braunsberg, Regierungsbezirk Königsberg, aufgenommen. 160 Einwohner zählte Parlack im Jahre 1910.
Am 30. September 1928 wurde die Exklave Forsthaus Bischdorf (polnisch Biskupie) aus dem Gutsbezirk Födersdorf, Forst, (polnisch Piórkowo) in die Landgemeinde Parlack umgegliedert. Die Einwohnerzahl Parlacks belief sich im Jahre 1933 auf 151 und im Jahre 1939 auf 149.
Im Jahre 1945 erhielt Parlack die polnische Namensform „Pierławki“, als nämlich in Kriegsfolge das gesamte südliche Ostpreußen an Polen abgetreten wurde. Pierławki ist heute eine Ortschaft im Verbund der Gmina Płoskinia (Landgemeinde Plaßwich) im Powiat Braniewski (Kreis Braunsberg), von 1975 bis 1998 der Woiwodschaft Elbląg, seither der Woiwodschaft Ermland-Masuren zugehörig.

## Religion
Pierławki ist heute – wie Parlack es vor 1945 war – in die römisch-katholische Pfarrei Wielkie Wierzno (Groß Rautenberg) im jetzigen Erzbistum Ermland eingegliedert. Bis 1945 gehörte Parlack außerdem zur evangelischen Kirche Mühlhausen (polnisch Młynary), Kreis Preußisch Holland, in der Kirchenprovinz Ostpreußen der Kirche der Altpreußischen Union, während es jetzt der Diözese Masuren der Evangelisch-Augsburgischen Kirche in Polen zugeordnet ist.

## Verkehr
Pierławki liegt an einer Nebenstraße, die von Baranówka (Schafsberg) kommend über Wielkie Wierzno (Groß Rautenberg) nach Chruściel (Tiedmannsdorf) führt und dabei die beiden Woiwodschaftsstraßen 505 und 506 miteinander verbindet.
Chruściel ist die nächste Bahnstation der Bahnstrecke Malbork–Braniewo auf der Trasse der einstigen Preußischen Ostbahn.